# Sveta Barbara, Škofja Loka
Sveta Barbara je naselje v Občini Škofja Loka.